# Bafodé Diakité
Bafodé Diakité (Toulouse, 6 januari 2001) is een Frans-Guinees voetballer, die doorgaans speelt als centrale verdediger. Diakité stroomde, vanuit de jeugd, in oktober 2018 door naar het eerste elftal van Toulouse FC.

## Clubcarrière
Diakité doorliep de jeugdreeksen bij Toulouse FC. In oktober 2018 promoveerde Diakité naar het eerste elftal van Toulouse. Op 5 december 2018, op 17-jarige leeftijd, debuteerde Diakité in de Ligue 1. Op het veld van Stade de Reims mocht Diakité van coach Alain Casanova de wedstrijd aanvatten en uiteindelijk ook uitspelen. De wedstrijd werd met 0–1 gewonnen na een doelpunt van Issiaga Sylla.

## Clubstatistieken
| Seizoen | Club        | Competitie | Competitie | Competitie | Beker | Beker | Internationaal | Internationaal | Totaal | Totaal |
| Seizoen | Club        | Competitie | Wed.       | Dlp.       | Wed.  | Dlp.  | Wed.           | Dlp.           | Wed.   | Dlp.   |
| ------- | ----------- | ---------- | ---------- | ---------- | ----- | ----- | -------------- | -------------- | ------ | ------ |
| 2018/19 | Toulouse FC | Ligue 1    | 8          | 0          | 3     | 1     | —              | —              | 11     | 1      |
| Totaal  | Totaal      | Totaal     | 8          | 0          | 3     | 1     | 0              | 0              | 11     | 1      |

Bijgewerkt op 9 april 2019.

## Interlandcarrière
Diakité doorliep verschillende Franse jeugdploegen.